# Jesi
Jesi är en kommun i provinsen Ancona, i regionen Marche i Italien. Kommunen hade 39 994 invånare (2018) och gränsar till kommunerna Agugliano, Camerata Picena, Castelbellino, Chiaravalle, Cingoli, Filottrano, Maiolati Spontini, Monsano, Monte Roberto, Monte San Vito, Polverigi, San Marcello, San Paolo di Jesi, Santa Maria Nuova samt Staffolo.
Under antiken kallades området ager gallicus och staden kallades då Aesis.
Volleybollaget Giannino Pieralisi Volley, som under 00-talet spelade i serie A1 har sitt säte i staden.